# Wavertree
Wavertree jest dzielnicą Liverpoolu, w Merseyside, Anglii. W 2011 miejscowość liczyła 14 772 mieszkańców.

## Nazwa
Nazwa pochodzi od anglosaskich słów wæfre i treow, oznaczających "Falujące drzewo", prawdopodobnie od występujących powszechnie w okolicy topól.
w przeszłości nazwa zapisywana była w przeróżny sposób Watry, Wartre, Waurtree, Wavertre i Wavertree, lokalnie również jako Wa'tree, aż do końca XIX stulecia.

## Historia
Wavertree jest wspomniana w Domesday Book (1086) jako Wauretreu.
W połowie lat 1880 odkryto w Parku Wiktorii datowane na epokę brązu urny pochówkowe.
Wavertree było częścią parafii Childwall w West Derby.